# Tyrrell 024
Tyrrell 024 je Tyrellov dirkalnik Formule 1, ki je bil v uporabi v sezoni 1996, ko sta z njim dirkala Ukyo Katayama in Mika Salo. Medtem kot se Ukyo Katayama ni uspel uvrstiti med dobitnike točk, najbližje je bil s sedmim mestom na Veliki nagradi Madžarske, je Mika Salo dosegel dve peti mesti na Velikih nagradah Brazilije in Monaka ter eno šesto mesto na Veliki nagradi Avstralije. Teh pet točk je moštvu skupno prineslo osmo mesto v konstruktorskem prvenstvu.

## Popolni rezultati Formule 1
(legenda) (odebeljene dirke pomenijo najboljši štartni položaj, poševne pa najhitrejši krog)
| Leto | Moštvo  | Motor      | Gume | Dirkači       | 1   | 2   | 3   | 4   | 5   | 6   | 7   | 8   | 9   | 10  | 11  | 12  | 13  | 14  | 15  | 16  | Toč | Prv |
| ---- | ------- | ---------- | ---- | ------------- | --- | --- | --- | --- | --- | --- | --- | --- | --- | --- | --- | --- | --- | --- | --- | --- | --- | --- |
| 1996 | Tyrrell | Yamaha V10 | G    |               | AVS | BRA | ARG | EU  | SMR | MON | ŠPA | KAN | FRA | VB  | NEM | MAD | BEL | ITA | POR | JAP | 5   | 8.  |
| 1996 | Tyrrell | Yamaha V10 | G    | Ukyo Katayama | 11  | 9   | Ret | DSQ | Ret | Ret | Ret | Ret | Ret | Ret | Ret | 7   | 8   | 10  | 12  | Ret | 5   | 8.  |
| 1996 | Tyrrell | Yamaha V10 | G    | Mika Salo     | 6   | 5   | Ret | DSQ | Ret | 5   | DSQ | Ret | 10  | 7   | 9   | Ret | 7   | Ret | 11  | Ret | 5   | 8.  |